# Nagy Pál (festő)
Nagy Pál (Szatmárnémeti, 1929. január 12. – Erdőszentgyörgy, 1979. június 18. ) erdélyi magyar festőművész, művészeti szakíró, kritikus.

## Életpályája
Református lelkészcsalád gyermekeként született. Marosvásárhelyen a Református Kollégiumban végezte középiskoláit (1947), közben a Városi Festőiskolában Aurel Ciupe és Bordi András tanítványa. A kolozsvári Ion Andreescu Képzőművészeti Főiskolán Kovács Zoltán és Miklóssy Gábor irányításával szerzett diplomát (1952). A marosvásárhelyi Képzőművészeti Középiskolában tanított (1952–76).
1947-től rendszeresen kiállított megyei, tartományi és országos tárlatokon; egyéni kiállításai voltak Marosvásárhelyen, Kolozsváron, Brassóban, Székelyudvarhelyen, Csíkszeredában, Székelykeresztúron, Gyergyószentmiklóson, Erdőszentgyörgyön; 1969-től rendszeresen részt vett a Hajdúböszörményi Alkotótáborban, ahol kiállításai is voltak. Képei eljutottak a velencei biennáléra.
1954. december 29-én házasságot kötött a Kemény családból származó Kemény Zsuzsanna újságírónő-írónővel, akitől két fia született Zoltán (Marosvásárhely, 1956. március 16.) és Géza (Marosvásárhely, 1959, június 5.).  Pedagógiai munkásságával nemzedékeket készített fel a művészpályára. Elemző esztétikai írásait Barangolás a képzőművészetben c. kötetében adta közre (1979). Az Utunk, Új Élet, A Hét, Igaz Szó hasábjain foglalkozott kortárs alkotók munkásságával. Festményein jelképteremtő erővel mutatta fel ember és társadalom elidegenedésének jelenségeit, a nemzetiségi lét sorskérdéseit. Festményei közül irodalmi témájú: Székelykeresztúrtól Fehéregyházáig (Petőfi I. 1972); grafikái között szerepel Csokonai Vitéz Mihály, Arany János, Kós Károly arcképe. Készített illusztrációkat, egy sorozat op-art-szerű tusrajzot, foglalkoztatta a monumentális művészet is.
1979. július 18-án tragikus közúti baleset áldozata lett feleségével, és annak barátnőjével Varga Katalinnal, 'A Hét' című bukaresti lap művészeti szerkesztőjével együtt. Borghida István írta róla halálakor: „Mélyen gondolkodó, önmagával és a világgal vívódó, a sebezhetőségig érzékeny ember volt. Finom, olykor maró szatíráit is inkább művészi és általános emberi gyengeségeken élesítette. Nagy műveltségű, folyton kísérletező, jellegzetesen intellektuális művész, aki az erdélyi hagyományokba leleményesen ültette be századunk csaknem valamennyi irányzatát [...] Mindenki tudta, hogy kiváló ember, buzgó pedagógus és nagyszerű művész, de néhány lelkes újságcikken – többnyire ugyanazok tollából – nem terjedt túl a hivatalos elismerés. Van, akinek meg kell semmisülnie ahhoz, hogy jelentőségét felismerjük.”

## Emlékezete
Halála után tiszteletére emlékkiállításokat rendeztek Marosvásárhelyen (1980), Sepsiszentgyörgyön (1981), Kolozsvárt (1985), Budapesten (1990).